# 水沙連古道
水沙連古道，為位於台灣南投縣的古道，因通過土地公鞍嶺，又稱為土地公鞍嶺古道，修建年代已不可考，為漢人進入頭社盆地、水社、埔里盆地的重要路線，也是為一與邵族有直接關係的古道，在日治時期被公路所取代。該古道由於漢人開發森林資源以及公路和產業道路的開鑿，該古道大部分路段遭到破壞，目前可辨認的僅水里至埔里5公里左右的路段。

## 歷史
水沙連古道的開鑿主要源於一、二百年前，對於貿易與遷徙的需求，其前身可能為原住民的「眉番」與「泰雅番」在埔里盆地一帶踏出水沙連古道的北端路線，以及「水社番」與「布農番」則踏出古道的南端路線。
光緒４年（1824年），王增榮與陳坑兩位墾首修築沿線道路。光緒10年（1884年），台灣鎮總兵吳光亮開路入後山，由於道路崎嶇難行，曾重新修整水沙連古道南段，使其更加便於通行。
日治初期，水沙連古道被視為重要隘線，因此曾設置隘寮以及隘勇駐屯。
該古道自清代以來便為水里進入頭社、水社、埔里社的重要道路，也是進入埔里盆地的主要路線，直到被公路所取代。

## 清代水沙連古道路徑
清道光9年（1829年）的姚瑩在其著作《東槎紀略》中，記錄了水沙連古道的南北路徑。

### 水沙連古道南路
進入水沙連沿著觸口、濁水溪向東，越過獅仔頭山，至集集舖、廣盛莊，越過集集的大山向東進入水里社的柴圍，又向北越過雞胸領（土地公鞍嶺）、芊蓁林、竹仔林，走十五里到水里的頭社，繼續走八里進入水社，往北七里為貓蘭社，再往北至沈鹿，迆西復入山後有谾口，地勢狹窄，最為險要。再向北為埔里大社。

## 影響
水沙連古道的開鑿使得大量漢人湧入水社、頭社、魚池及埔里盆地，造成了現今原漢分布的現象，也使得邵族的傳統領域大量流失；同時也使日月潭邵族的聯外交通方式由水路轉變成陸路。